# 望麓园街道
望麓园街道，是中华人民共和国湖南省长沙市开福区下辖的一个乡镇级行政单位。

## 行政区划
望麓园街道下辖以下地区：
水风井社区、北正街社区、营盘街社区、荷花池社区、富雅坪社区和中山路社区。